# Associação Desportiva Vasco da Gama
Pour les articles homonymes, voir Vasco da Gama et Gama.
Maillots
Dernière mise à jour : 31 janvier 2012.
L'Associação Desportiva Vasco da Gama est un club brésilien de football basé à Rio Branco dans l'État de l'Acre.

## Palmarès
- Championnat de l'État de l'Acre
  - Champion : 1965, 1999, 2001